# Thamnobryum neckeroides
Thamnobryum neckeroides là một loài Rêu trong họ Neckeraceae. Loài này được (Hook.) E. Lawton miêu tả khoa học đầu tiên năm 1971.